# 戚继光祠 (蓬莱)
戚继光祠，位于山东省烟台市蓬莱区登州镇钟楼大街。1992年6月12日公布为山东省文物保护单位，2013年3月5日公布为第七批全国重点文物保护单位。